# کارلوس هردیا (بازیکن فوتبال)
کارلوس هردیا (انگلیسی: Carlos Heredia؛ زادهٔ ۲۸ سپتامبر ۱۹۹۸) بازیکن فوتبال اهل جمهوری دومینیکن است.
از باشگاه‌هایی که در آن بازی کرده‌است می‌توان به باشگاه فوتبال ولورهمپتون واندررز اشاره کرد.
وی همچنین در تیم ملی فوتبال جمهوری دومینیکن بازی کرده‌است.